# Ana Laborde Marqueze
Ana Laborde Marqueze (San Sebastián, 1958) es una mujer restauradora nacional, galardonada con premio nacional, al final de su carrera laboral. 

## Biografía
Nació en San Sebastián en 1958. Es licenciada en Geografía e Historia, especialidad de Prehistoria y Arqueología, por la Facultad de Filosofía y Letras de la Universidad Autónoma de Madrid (1978). Y titulada por la Escuela Superior de Conservación y Restauración de Bienes Culturales de Madrid, especialidad de Arqueologíaa (1981).

### Trayectoria profesional
En sus inicios trabajó en los yacimientos de Atapuerca. Se incorporó al Instituto del Patrimonio Cultural de España del Ministerio de Cultura en 1986 como especialista en conservación y restauración de materiales arqueológicos y pétreos y desde entonces y hasta su jubilación, en 2024, trabajó en intervenciones en monumentos como los monasterios de Santo Domingo de Silos y Santa María La Real de Nájera o las catedrales de Palma de Mallorca, Burgos, Sigüenza, Tudela, Toledo o Barcelona; de esculturas como Nuestra Señora de la Virgen Blanca de Vitoria o las del jardín del Museo Sorolla o realizado asesorías como la última para el proyecto de restauración de la Puerta de Alcalá de Madrid.
El proyecto que marcó un hito en su carrera fue la conservación y restauración del Pórtico de la Gloria en la Catedral de Santiago de Compostela, al que dedicó doce años de trabajo invertidos entre el 2006 y el 2018, para la restauración del Pórtico de la Gloria. Por ello, en 2024 recibió en Premio Nacional de Restauración y Conservación de Bienes Culturales, como patrimonio mundial.

## Premios y reconocimientos
- 2024 Premio Nacional de Restauración y Conservación de Bienes Culturales.[2][1][5]